# Lucquy
Lucquy és un municipi francès situat al departament de les Ardenes i a la regió del Gran Est. L'any 2007 tenia 528 habitants.

## Demografia

### Població
El 2007 la població de fet de Lucquy era de 528 persones. Hi havia 220 famílies de les quals 68 eren unipersonals (28 homes vivint sols i 40 dones vivint soles), 60 parelles sense fills, 76 parelles amb fills i 16 famílies monoparentals amb fills.
La població ha evolucionat segons el següent gràfic:
Habitants censats

### Habitatges
El 2007 hi havia 254 habitatges, 221 eren l'habitatge principal de la família, 6 eren segones residències i 27 estaven desocupats. 192 eren cases i 61 eren apartaments. Dels 221 habitatges principals, 155 estaven ocupats pels seus propietaris, 63 estaven llogats i ocupats pels llogaters i 3 estaven cedits a títol gratuït; 11 tenien dues cambres, 35 en tenien tres, 60 en tenien quatre i 115 en tenien cinc o més. 175 habitatges disposaven pel capbaix d'una plaça de pàrquing. A 108 habitatges hi havia un automòbil i a 77 n'hi havia dos o més.

## Urbanisme

### Tipologia
Lucquy és una comuna o col·lectivitat territorial rural. Pertany a les comunes poc o molt poc denses, segons l'INSEE.
La comuna no pertany a la zona d'atracció de cap ciutat. Tot i això, Lucquy és una localitat més o menys propera a algunes ciutats més importants, com Rethel (10 km), Charleville-Mézières (37 km), Reims (51 km), Châlons-en-Champagne (76 km). Es troba a 200 km de París, i respecte a Bèlgica, es troba a 52 km de la frontera passant per Pussemange, a Vresse-sur-Semois, a 58 de la frontera de Le Brûly, a Couvin, a 119 de Charleroi, a 145 de Namur, i a 187 de Brussel·les. Respecte a Luxemburg, es troba a 116 km de la frontera de Rodange, a Pétange, i a 150 km de la ciutat de Luxemburg.

### Ocupació dels sòls
L'ocupació dels sòls de la comuna, tal com surt a la base de dades europea d'ocupació biofísica dels sòls CORINE Land Cover (CLC), està marcada per la importància dels territoris agrícoles (88,1 % al 2018), una proporció idèntica a la del 1990 (88,1 %). La repartició detallada al 2018 és la següent: 
terres llaurables (82,1 %), zones urbanitzades (11,9 %), zones agrícoles heterogènies (4 %), praderies (2 %).
L'Institut nacional de la informació geogràfica i forestal (IGN) posa a disposició una eina a la xarxa que permet comparar l'evolució de l’ocupació dels sòls de la comuna. Es pot accedir a diverses èpoques: la carte de Cassini (s. XVIII), la carte d'état-major (1820-1866) i el període actual (des del 1950).

## Història
Lucquy apareix a la carte de Cassini com a poblet. La comuna de Lucquy (com a entitat de població independent) fou creada al 1793, probablement a partir del territori de la comuna de Faux. Al 1828, les comunes de Lucquy i de Faux foren fusionades donant lloc a la comuna de Faux-Lucquy, suprimida al 1871 per formar dues comunes distintes, Lucquy i Faux.

### Política i administració
| Inici de mandat | Fi de mandat | Nom              | Partit      |
| --------------- | ------------ | ---------------- | ----------- |
| Octubre de 1944 | Març de 1948 | Gaston Venet     | SFIO        |
|                 |              |                  |             |
| Març de 2001    | Març de 2008 | Michel Ducat     | Independent |
| Març de 2008    | En el càrrec | Alain Lamorlette | Independent |

### Piràmide de població
La piràmide de població per edats i sexe el 2009 era:
| Homes | Edats   | Dones |
| ----- | ------- | ----- |
| 0     | 95 o +  | 0     |
| 0     | 90 a 94 | 0     |
| 0     | 85 a 89 | 12    |
| 0     | 80 a 84 | 4     |
| 4     | 75 a 79 | 4     |
| 8     | 70 a 74 | 12    |
| 20    | 65 a 69 | 20    |
| 16    | 60 a 64 | 12    |
| 20    | 55 a 59 | 16    |
| 4     | 50 a 54 | 12    |
| 12    | 45 a 49 | 16    |
| 4     | 40 a 44 | 8     |
| 28    | 35 a 39 | 20    |
| 24    | 30 a 34 | 28    |
| 20    | 25 a 29 | 8     |
| 12    | 20 a 24 | 8     |
| 12    | 15 a 19 | 16    |
| 8     | 10 a 14 | 24    |
| 24    | 5 a 9   | 24    |
| 20    | 0 a 4   | 20    |

## Economia
El 2007 la població en edat de treballar era de 334 persones, 229 eren actives i 105 eren inactives. De les 229 persones actives 205 estaven ocupades (110 homes i 95 dones) i 24 estaven aturades (12 homes i 12 dones). De les 105 persones inactives 22 estaven jubilades, 41 estaven estudiant i 42 estaven classificades com a «altres inactius».

### Ingressos
El 2009 a Lucquy hi havia 236 unitats fiscals que integraven 573 persones, la mediana anual d'ingressos fiscals per persona era de 14.830 €.

### Activitats econòmiques
Dels 24 establiments que hi havia el 2007, 1 era d'una empresa alimentària, 8 d'empreses de construcció, 11 d'empreses de comerç i reparació d'automòbils, 1 d'una empresa de transport, 1 d'una empresa d'hostatgeria i restauració i 2 d'entitats de l'administració pública.
Dels 8 establiments de servei als particulars que hi havia el 2009, 1 era una autoescola, 2 paletes, 2 guixaires pintors, 1 fusteria, 1 lampisteria i 1 electricista.
Dels 2 establiments comercials que hi havia el 2009, 1 era una botiga de menys de 120 m² i 1 una botiga de material de revestiment de parets i terra.
L'any 2000 a Lucquy hi havia 6 explotacions agrícoles.

## Equipaments sanitaris i escolars
L'únic equipament sanitari que hi havia el 2009 era una farmàcia.
El 2009 hi havia una escola elemental integrada dins d'un grup escolar amb les comunes properes formant una escola dispersa.

## Poblacions properes
El següent diagrama mostra les poblacions més properes.